# Jailson
Jailson Marcelino dos Santos, plus connu sous le nom de Jailson, est un footballeur brésilien né le 20 juillet 1981 à São José dos Campos, dans l'État de São Paulo. Il joue au poste de gardien de but.

## Carrière
Il joue 65 matchs en Série B avec le club de Guaratinguetá, et 18 matchs dans ce même championnat avec l'équipe de Ceará.
Il est transféré à Palmeiras en fin d'année 2014, club avec lequel il est sacré champion du Brésil en 2016.

## Palmarès

### Oeste
- Champion du Brésil de football de Série C en 2012

### Ceará
- Champion du Ceará en 2014
- Vainqueur de la Coupe des Champions Cearenses en 2014

### Palmeiras
- Palmeiras
- Champion du Brésil en 2016, 2018
- Vainqueur de la Copa Libertadores en 2020
- Vainqueur du Coupe du Brésil: 2015, 2020
- Vainqueur du Championnat de São Paulo:2020

## Récompenses individuelles
- Ballon d'Argent, ESPN, meilleur gardien du championnat du Brésil : 2016
- Prêmio Craque do Brasileirão récompensant le meilleur gardien du championnat du Brésil : 2016
- Sélection du championnat du Brésil : 2016
- Trophée Trophy Mesa Redonda, TV Gazeta pour ses performances dans le championnat du Brésil : 2016